# Der Fall 9/11 – Was ist ein Leben wert?
Der Fall 9/11 – Was ist ein Leben wert? ist ein biografischer Film aus dem Jahr 2020 unter der Regie von Sara Colangelo nach einem Drehbuch von Max Borenstein und mit Michael Keaton, Amy Ryan, Stanley Tucci, Tate Donovan, Shunori Ramanathan und Laura Benanti in den Hauptrollen. Der Film schildert Kenneth Feinbergs Umgang mit dem Entschädigungsfonds für die Opfer des 11. September. Der Film hatte seine Weltpremiere auf dem Sundance Film Festival am 24. Januar 2020 und war ab dem 3. September 2021 in einem begrenzten Kinostart und auf Netflix zu sehen.

## Handlung
Der Film beginnt damit, dass Kenneth Feinberg vor seiner Klasse an der Columbia University die gesetzliche Anerkennung des Geldwerts des Lebens eines Menschen erläutert. Einige Zeit später ereignen sich die Anschläge vom 11. September. Feinberg wird zum Special Master des Entschädigungsfonds für die Opfer des 11. September ernannt, während seine Anwaltspartnerin Camille Biros zu seiner administrativen Stellvertreterin ernannt wird. Feinberg entwickelt eine strenge Formel für jede Auszahlung, die auf dem Einkommen des Opfers basiert, und wird angewiesen, dass, wenn er nicht mindestens 80 Prozent der geschätzten 7.000 Opfer davon überzeugen kann, zu unterschreiben, diese berechtigt sind, eine Klage einzureichen, die sie verlieren könnten (ebenso wie der Druck der politischen Verwaltungen, die Fluggesellschaften vor einer Klage zu bewahren, was zu einem finanziellen Desaster führt). Feinberg hat bis zum 22. Dezember 2003 Zeit, um dies zu erreichen.
Bei einem Einführungstreffen mit den Opfern, bei dem er versucht, die Regeln für den Fonds zu erläutern, wird Feinberg als unsensibel gegenüber den Verlusten der Anwesenden empfunden. Die feindselige Gruppe wird besänftigt, als Charles Wolf, der Ehemann einer bei den Anschlägen getöteten Frau, verlangt, dass sie sich anhören, was Feinberg zu sagen hat. Nach der Sitzung wird Feinberg von Frank Donato, dem Bruder eines verstorbenen Feuerwehrmanns des New York City Fire Department (FDNY), Nick, konfrontiert. Sein Bruder war in den Turm zurückgekehrt, um ihn zu finden, nachdem eine Nachricht, die Nick möglicherweise nicht erreicht hatte, vor dem Einsturz des Gebäudes gewarnt hatte. Frank fordert, dass Feinberg diese Information in den Bericht aufnimmt, um diesen Fehler im Kommunikationssystem für die Ersthelfer zu beheben. Feinberg wehrt diese Forderung in anwaltlicher Manier ab. Feinberg ist auch beunruhigt, als er erfährt, dass Wolf sich über die Kaltschnäuzigkeit der Fondsformel aufgeregt und eine Protestgruppe gegründet hat.
Biros führt die Mitarbeiter zu Treffen mit den Opfern und ist bewegt von der Geschichte eines schwulen Mannes, Graham Morris, dessen Partner (dessen Eltern vehement bestritten, dass ihr Sohn schwul war) bei dem Anschlag getötet wurde. Aufgrund der für den Fonds geltenden Vorschriften kann er nicht entschädigt werden, da er im Bundesstaat Virginia wohnt, der Lebenspartnerschaften nicht anerkennt. Feinberg trifft sich auch mit mehreren Anwälten, die Angehörige von Opfern der Anschläge aus der Oberschicht vertreten, die mehr Geld fordern, was den Erfolg der Gruppe insgesamt gefährdet. Als sich die Monate hinziehen, gelingt es dem Fonds nur, einen Bruchteil der erforderlichen Antragsteller zu gewinnen, was Feinberg zu einem privaten Treffen mit Wolf veranlasst, bei dem dieser Feinberg vorwirft, nur den Interessen der Bush-Regierung zu dienen.
Ein Anwalt, der Donatos außerehelichen Partner vertritt, ruft Feinberg an, um ihm mitzuteilen, dass Donato zwei Töchter aus dieser Beziehung hat, die Anspruch auf Entschädigung haben. Daraufhin versucht Feinberg, Donatos Witwe zu informieren, um sie zur Unterschrift zu bewegen, nachdem sie sich zuvor geweigert hatte. Im Laufe der Monate gelingt es Feinberg immer weniger, die Opfer zu überzeugen, eine Entschädigung aus dem staatlichen Fonds zu beantragen. Als Wolf ihn eines Abends in der Oper anspricht und ihm eine Anekdote von früher erzählt, in der ihn seine verstorbene Frau ermutigte, trotz des Scheiterns durchzuhalten, findet Feinberg neuen Mut.
Feinberg und Biros beginnen, den ihm von der Regierung eingeräumten Ermessensspielraum zu nutzen, um die Regeln zu erweitern und so viele Opfer wie möglich in den Fonds aufzunehmen. Feinberg beginnt, Opfer zu treffen. In seinem Büro errichtet er einen Schrein aus den verschiedenen Erinnerungsstücken, die ihm von den Antragstellern des Fonds übergeben wurden. Als Wolf sieht, dass Feinberg sich wirklich um die Opfer der Anschläge kümmert, gelingt es ihm, seine Opferkollegen davon zu überzeugen, Feinberg zu vertrauen. Bis zum Ablauf der Frist unterschreibt die überwiegende Mehrheit der Entschädigungsberechtigten die Formulare, so dass der Erfolg des Projekts gesichert ist. Feinberg wird von Donatos Witwe aufgesucht, um im Namen der Kinder ihres Mannes zu unterschreiben. Biros ruft Morris unter Tränen an, um ihm mitzuteilen, dass sie ihm als schwulem Partner eines Opfers zwar nicht helfen konnte, weil sein Staat ihre Beziehung nicht anerkannte, der Fonds aber viele andere schwule Paare entschädigte, die in Staaten lebten, die gleichgeschlechtliche Partnerschaften anerkannten. Der Film endet mit einer Titelkarte, die besagt, dass Feinberg und Biros in der Lage waren, Milliarden an staatlichen Geldern an 97 Prozent der berechtigten Opfer zu verteilen, und dass sie weiterhin an ähnlichen Fällen arbeiten.

## Produktion
Das Projekt wurde während der Berlinale 2018 angekündigt, mit David Frankel als Regisseur nach einem Drehbuch von Max Borenstein, das in der 2008 Black List enthalten war. Michael Keaton wurde für die Rolle des Kenneth Feinberg gecastet. Der Verkauf für den Film fand auf dem Cannes Film Festival statt. Im Februar 2019 ersetzte Sara Colangelo Frankel als Regisseurin und Stanley Tucci wurde zur Besetzung hinzugefügt. Im März wurden Shunori Ramanathan und Victor Slezak besetzt. Im April 2019 stießen Laura Benanti, Amy Ryan, Talia Balsam und Tate Donovan zum Cast des Films.

### Dreh
Die Hauptaufnahmen begannen im April 2019.

## Veröffentlichung
Er hatte seine Weltpremiere auf dem Sundance Film Festival am 24. Januar 2020. Im Februar 2021 erwarben Netflix und Higher Ground Productions die Vertriebsrechte an dem Film. Der Film wurde am 3. September 2021 in einem Limited Release und auf Netflix veröffentlicht.

## Rezeption
Laut der Review-Aggregator-Website Rotten Tomatoes sind 82 % der Kritikerbewertungen positiv. Der Kritiker-Konsens auf der Website lautet: "Er ist nicht so knallhart, wie man erwarten könnte, aber Worth bleibt eine kraftvoll gespielte und lohnend komplexe Dramatisierung von Ereignissen aus dem wahren Leben. Auf Metacritic hat er eine gewichtete Durchschnittsnote von 67 von 100 basierend auf 25 Kritikern, was auf "allgemein positive Kritiken" hinweist.